# Bornholmse opstand van 1658
De Bornholmse opstand van 1658 was een gebeurtenis tijdens de Noordse Oorlog. De opstand vond plaats in december 1658 op het eiland Bornholm, destijds bekend als Borringholm.

## Achtergrond
Het Koninkrijk Zweden was onder leiding van koning Karel X Gustaaf uitgegroeid tot een Europese grootmacht, die het grootste deel van de gebieden langs de Oostzee in bezit had. Terwijl Zweden verwikkeld was in de oorlog met Polen-Litouwen, zag Frederik III van het Koninkrijk Denemarken en Noorwegen kans om Zweden in juni 1657 aan te vallen. Tijdens de daaropvolgende Deens-Zweedse Oorlog wilde Frederik III Halland, Øsel en Gotland alsook de gebieden in Noorwegen heroveren. Dit waren allemaal gebieden die Denemarken met het Verdrag van Brömsebro in 1645 verloren had.
De wintermaanden van 1657-58 verliepen echter uitzonderlijk koud, met als gevolg dat de Deense vloot in de haven moest blijven en dat de Grote en Kleine Belt waren dichtgevroren. De snelle Zweedse opmars over de bevroren Belten kwam totaal onverwacht. Frederik III moest zich op 26 februari 1658 overgeven en tekende de Vrede van Roskilde. Denemarken moest Skåne, Blekinge, Halland, Bohuslän, het eiland Borringholm en Trøndelag afstaan.

Den der havde magten på Hammershus, havde magten over hele landet (Bornholm)
Zij die de macht op Hammershus hadden, hadden de macht over het hele land (Bornholm)

## Verloop van de opstand

### In Zweedse handen
Als gevolg van de Vrede van Roskilde kwam Borringholm in Zweedse handen. Het eiland had nog ongeveer 8000 van de ca. 13.000 inwoners over, nadat de pestgolf van vier jaar daarvoor ca. 5000 slachtoffers geëist had.
Johan Printzensköld werd als gouverneur aangesteld. Op 29 april 1658 arriveerde hij met 120 personen, waaronder zijn vrouw Anna Hård en vijf kinderen, op het eiland. Zij betrokken het vervallen kasteel Hammershus waarvan het grootste gedeelte geen dak meer had en waar maar twee tochtige kamers waren waar hij met zijn vrouw en kinderen kon verblijven. Zijn soldaten en ander personeel verbleven in schuren. Materiaal en geld om het kasteel te verbeteren was er niet.
De koning verzocht Printzensköld om Borringholm te taxeren op de hoeveelheid belasting die er geheven kon worden en het aantal soldaten dat geleverd kon worden. Uit briefwisselingen met de koning blijkt dat Prinzensköld de inwoners van het eiland probeerde te ontzien door minder belasting op te eisen en de inkomsten voor het armoedehospitaal ongemoeid te laten. Dit in tegenstelling tot de in 1651 ontslagen gouverneur Ebbe Christoffersen Ulfeldt, die de boeren grof had uitgebuit. Uit de correspondentie met gouverneur-generaal Gustaf Otto Stenbock van Malmö blijkt dat Printzensköld het uitkiezen van jonge soldaten voor Borringholm afstemde met wat gewoon was voor Skåne. Er werden daarom in juni 180 boeren opgeroepen om als soldaat verscheept te worden. De Zweedse koning verlangde echter 400 soldaten, maar Printzensköld beperkte het totale aantal tot 350. Deze soldaten werden op 7 juli naar Stettin in Pommeren gestuurd. Op 28 augustus eiste de koning alsnog 50 ruiters, die naar Riga in Zweeds Lijfland gestuurd dienden te worden. Hij zond er 45. De koning verzocht om nog eens 48 zeelui, maar kreeg er slechts 40. Printzensköld beklaagde zich tegenover de koning dat de bevolking werd gedecimeerd. Tussen april en november had Printzensköld ca. 700 Borringholmse mannen van 15 jaar en ouder opgeroepen en verscheept. In 1857 had de Deense regering nog 1000 personen als soldaat opgeroepen.

Hoewel de gouverneur van zijn kant de bevolking zoveel mogelijk probeerde te ontzien, waren de Borringholmse loyalisten sterk ontevreden met de Zweedse overheersing en zij lieten dat openlijk merken. Enkele van die loyalisten hadden persoonlijk contact met het koninklijk hof onderhouden en Frederik III op de hoogte gehouden van alle ontwikkelingen. Toen Carl Gustaaf de belasting verdrievoudigde was dit de lont in het kruitvat. Toen er op 14 november een vloot van 32 handelsschepen en 4 oorlogsschepen onder het eiland door voer, reed Printzensköld op zijn paard van Hammeren naar het zuidwesten. Hij werd onderweg belaagd door de lokale bevolking, en dit noopte hem om op 18 november een brief aan de koning te schrijven om nieuwe voorraden en manschappen te sturen om Hammershus te kunnen verdedigen. Hammershus was vervallen en kon bij grof geweld niet standhouden. Hij liet duidelijk merken dat hij niet alleen onderbemand was voor een vijandig leger, maar vreesde ook voor een overmacht aan boze eilanders.
In diezelfde maand was er een geheime bijeenkomst in het huis van burgemeester Peder Olsen Hassel in Hasle. Onder de aanwezigen waren naast Peder Olsen ook Villum Clausen, priester Poul Hansen Ancher en Jens Pedersen Kofoed. Voor deze gelegenheid had Frederik III een afgevaardigde van het Hof gestuurd met een brief waarin verzocht werd op te staan tegen de Zweedse overheerser en het eiland terug te geven aan de Kroon. Hier beraadden zij het plan om, zodra de stormklokken luidden, boeren en burgers van Rødsker bewapend naar Ruth's Kerk te laten komen om daarna naar Hammershus te gaan. Daarnaast wilde men kaartleggen welke route Printzensköld zou nemen wanneer hij naar Rønne zou rijden. Om die reden hielden een twintigtal bewapende ruiters zich paraat in Skuleskov ca. 5 kilometer van ten noorden van Rønne. Op 23 november waren 3 Nederlandse schepen ten noorden van Rønne voor anker gegaan. Peder Olsen en Claus Kam verzochten hen om hulp tegen de Zweedse machthebbers. Zij weigerden dit echter.

### 8 en 9 december

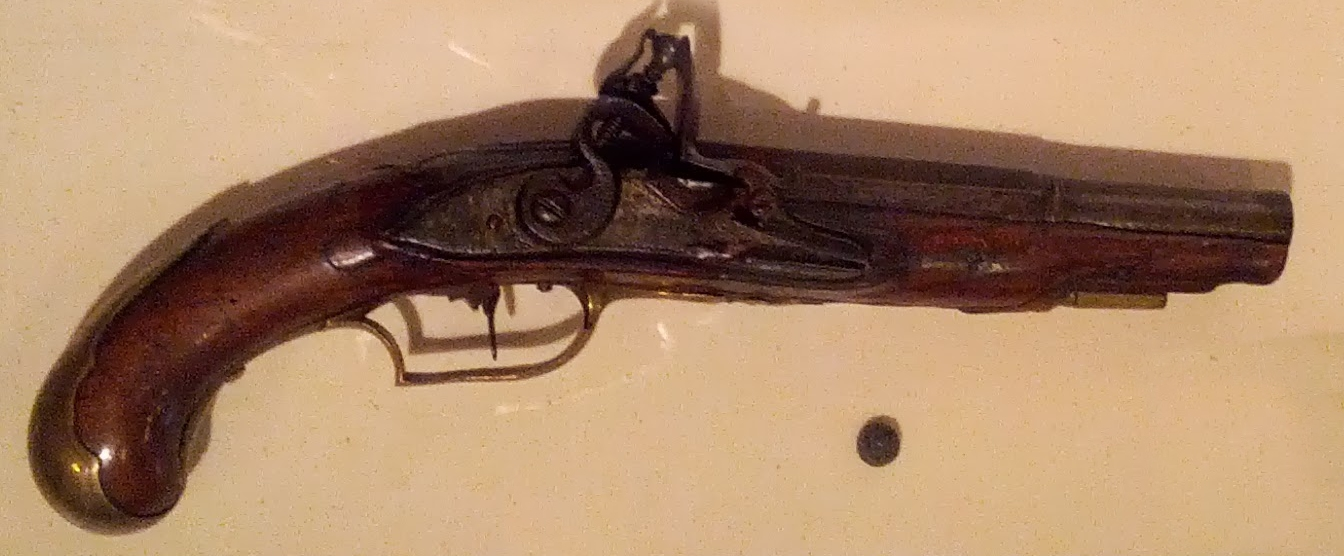
Een vergelijkbaar pistool werd door Villum Clausen gebruikt om Johan Printzensköld neer te schieten.

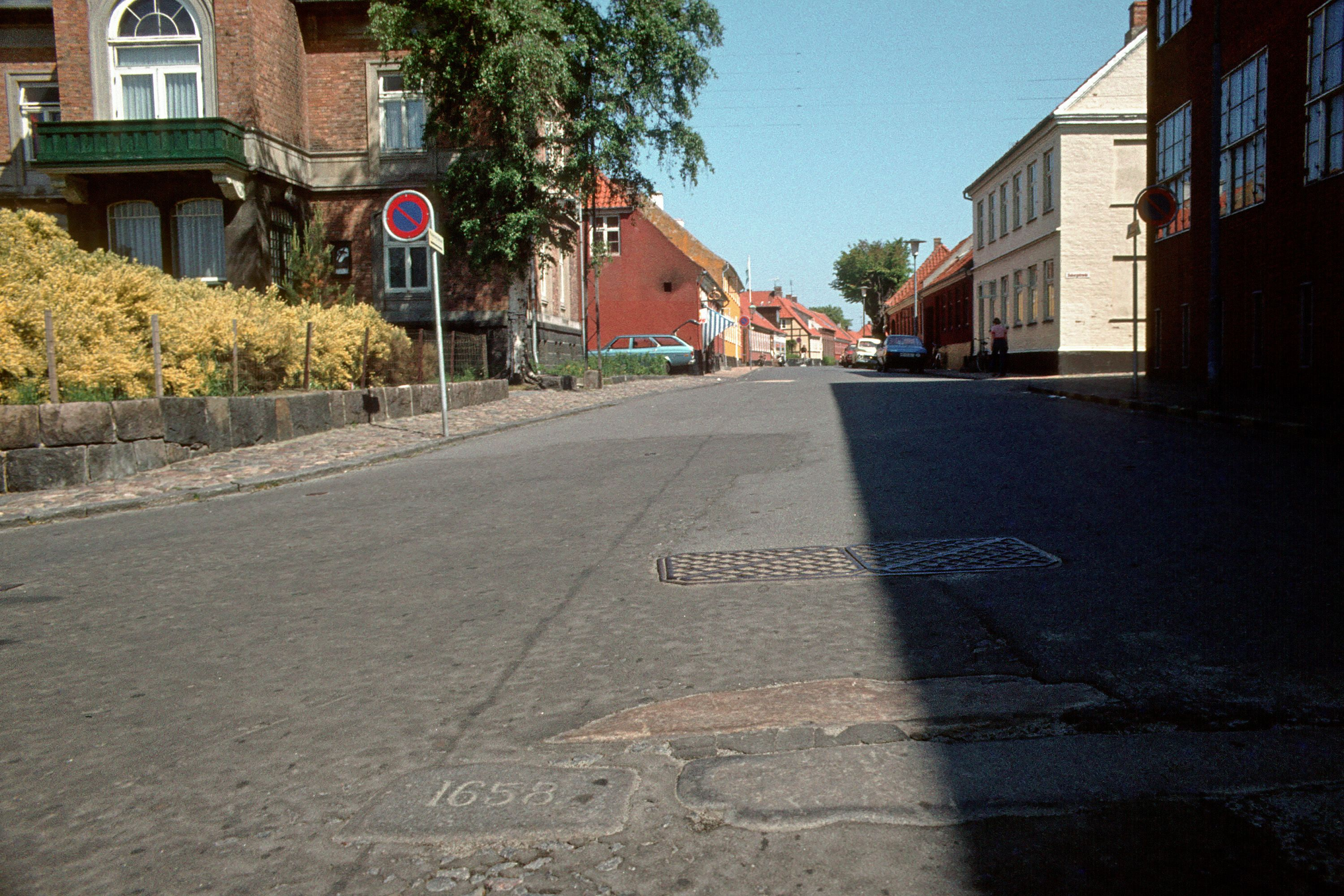
Op de plaats in Storegade waar Villum Clausen Johan Printzensköld dood schoot ligt een gedenksteen met het jaartal 1658.

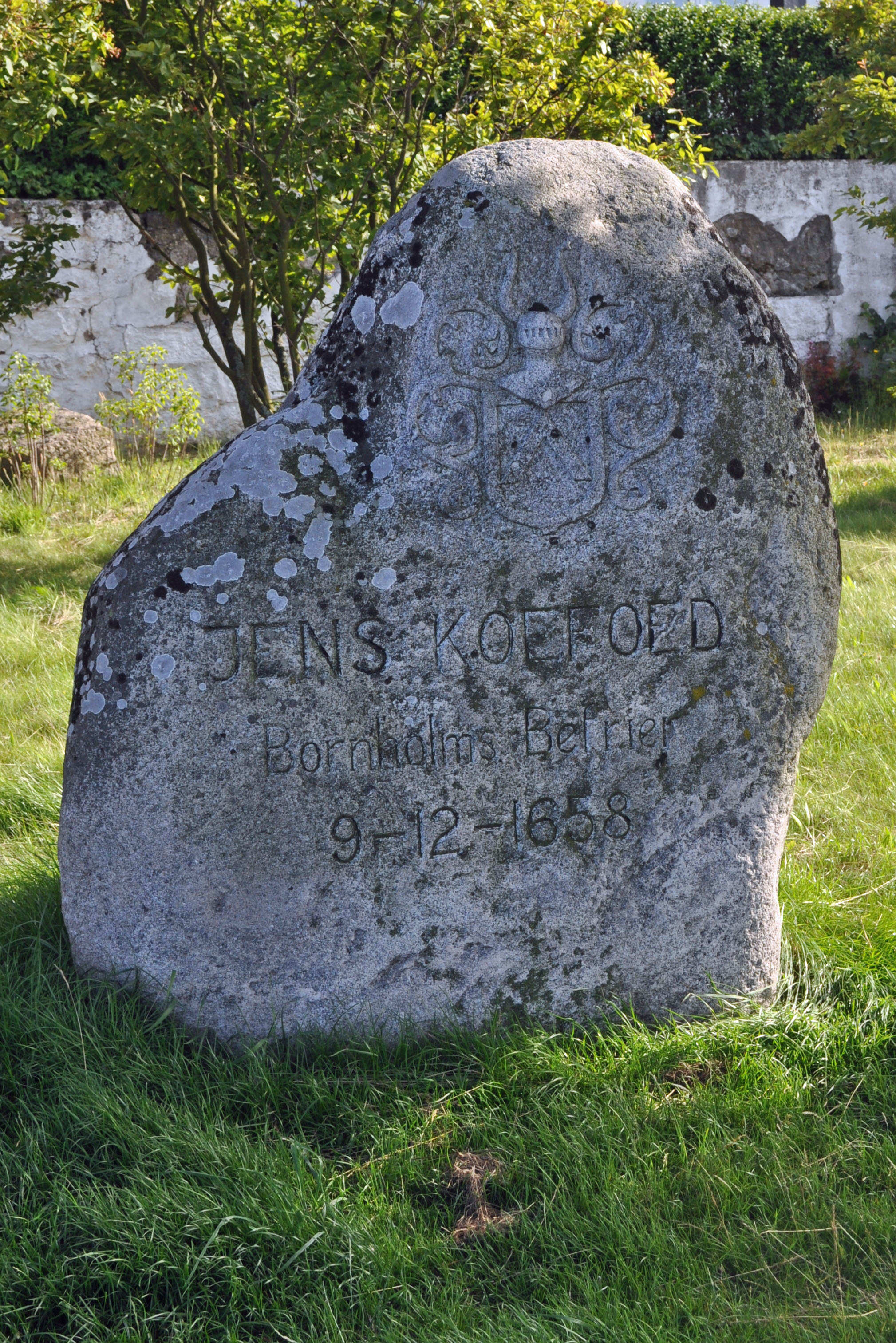
Gedenksteen voor Jens Kofoed. Bornholms befrier
Bornholms bevrijder

Onverwacht vertrok Printzensköld op een koude woensdagmiddag samen met zijn vaandrig Gustaf Sabbel door het sneeuwlandschap richting Hasle. Het doel was om de burgemeester van Hasle Peder Olsen te waarschuwen om de achterstallige belasting te betalen, of voor de kosten van het inkwartieren van zijn soldaten te worden opgezadeld. Vervolgens zou hij ook de burgemeester van Rønne bezoeken, waarna hij kapitein Henning Clausen Bohn zou bevelen om zijn brieven met het verzoek om broodnodige versterking en goederen naar Ystad te brengen. Omdat Printzensköld onverwacht in Hasle was opgedoken viel het eerste plan in duigen. Haastig moesten de Haslenaren hun paarden en wapens ophalen alvorens zij naar Rønne konden rijden. Onderweg werden de plannen nog eens doorgenomen. Die brieven mochten hoe dan ook nimmer het eiland verlaten. Maar Printzensköld was inmiddels al in Rønne aangekomen in het huis van burgemeester Peder Lavridsen Møller. Jens Pedersen Kofoed, Niels Nielsen Gumløse en Jens Lauridsen Risom vielen de burgemeesterswoning binnen terwijl Aage Svendsen en Claus Nielsen Kam de wacht hielden. Jens Kofoed greep het bundeltje brieven die de gouverneur op tafel had gelegd. Printzensköld werd vastgenomen en het huis uit gevoerd, waar hij honderd meter verderop in het gevang van het raadhuis aan de Storegade gezet zou worden. Maar Printzensköld wist zich los te rukken en zette het op een lopen. Ver kwam hij niet. De jonge koopman Villum Clausen reageerde resoluut en schoot hem van vrij dichtbij dood.
In Rønne werden vijf Zweedse officieren en een soldaat diezelfde avond gevangengenomen en vastgezet. Kofoed en Gumløse reden vervolgens naar Rødsker om aan Poul Ancher de gebeurtenissen van die avond te berichten. Vervolgens reed een boodschapper naar de in het westen gelegen parochies. Vervolgens werden de stormklokken geluid om de boerenbevolking te verzamelen. Die boeren vertrokken vervolgens naar Rødsker om zich aan te sluiten bij de verzetsstrijders. In Rødsker zelf werd de stormklok niet geluid daar deze te dicht bij Hammershus stond dus werden die boeren persoonlijk op de hoogte gesteld. De soldaten op Hammershus mochten niet te weten komen wat er die avond gebeurd was. Jens Kofoed en Niels Gumløse reden nu met veertien andere Haslenaren naar de omgeving van Hamershus zodat niemand ongemerkt naar het kasteel kon komen. Onderweg werd de Zweedse luitenant Nils Rud gevangen genomen, die eerder die middag al uit Rønne vertrokken was. Gumløse bracht hem naar Poul Ancher. Jens Kofoed reed met de rest naar Sandvig en Allinge waar 3 Zweedse mannen, een vrouw en een jongen gevangen werden genomen. Zij waren op weg naar de haven om met de Zweedse veerboot naar Simreshavn te varen. Een Zweedse kwartiermeester weigerde zich over te geven en moest dat met zijn leven bekopen. Met de gevangen genomen Zweden vertrok men nu naar Hammershus. Uit het zicht sloegen zij kamp op en zorgden ervoor dat niemand ongezien in of uit het kasteel kon komen.
Diezelfde middag waren een vaandrig en elf bewapende soldaten van Hammershus naar Nylarsker parochie vertrokken om de gehate belasting te innen. Bij aankomst in de parochie grepen de boeren naar de wapens. In die bloederige gevechten vermoordden de boeren zes soldaten en de vaandrig. Drie soldaten werden gevangengenomen, twee wisten er in het nachtelijk duister te ontsnappen.
In de loop van de nacht en morgen sloten meer boeren zich aan bij de reeds aanwezige groep gespannen eilanders. Het was een zeer koude nacht en sommigen hadden waren die avond ervoor uit Rønne vertrokken en hadden de hele nacht door de sneeuw moeten lopen. Jens Kofoed had uit Allinge genoeg bier meegenomen om de manschappen warm en gemotiveerd te houden.
Poul Ancher, Peder Hassel, Niels Gumløse, Claus Kam, Esber Jørgensen, samen met boeren en burgers stelden zich in veldorder voor de kasteelbrug van Hammershus. Anker en Hassel drongen er bij de oversten van het kasteel, Printzenskölds vrouw Anna Hård en commandant Pehr Lagman, op aan zich over te geven. Zo niet dan zou Johan Printzensköld onthoofd worden. Claus Kam had de kleding van Printzensköld aangetrokken en werd omringd door wachters. De kasteelvrouwe en Lagman zonden een boodschapper uit en gaven te kennen zichzelf en Hammershus over te geven en Lagman zelf kwam met drie van zijn mannen naar buiten om afspraken te maken voor de overgave. Nadat de afspraken gemaakt waren marcheerde Lagman met 60 soldaten het kasteel uit en legden hun wapens neer. De Borringholmers marcheerden vervolgens het kasteel in en namen de Zweden gevangen. De Borringholmers roofden het kasteel leeg en Claus Kam moest wachters plaatsen voor de deur van Printzenskölds weduwe en haar dochters, zodat die niet lichamelijk belaagd zouden worden. Vervolgens werd er besloten dat Claus Kam de nieuwe gouverneur zou zijn en Jens Kofoed de commandant.
De daarop volgende dagen moest er over het gehele eiland het goede nieuws worden verspreid. Maar er heerste vooral ook onzekerheid over de toestanden in Kopenhagen. Bornholm had zichzelf nu wel bevrijd maar stonden er alleen voor. Frederik III kreeg het nieuws te horen dat de Borringholmers de gouverneur hadden gedood en de Zweedse manschappen hadden overmeesterd. Op 24 december stelde Frederik III Mikael Eckstein aan als commandant; belast met het dagelijkse en militaire bestuur.

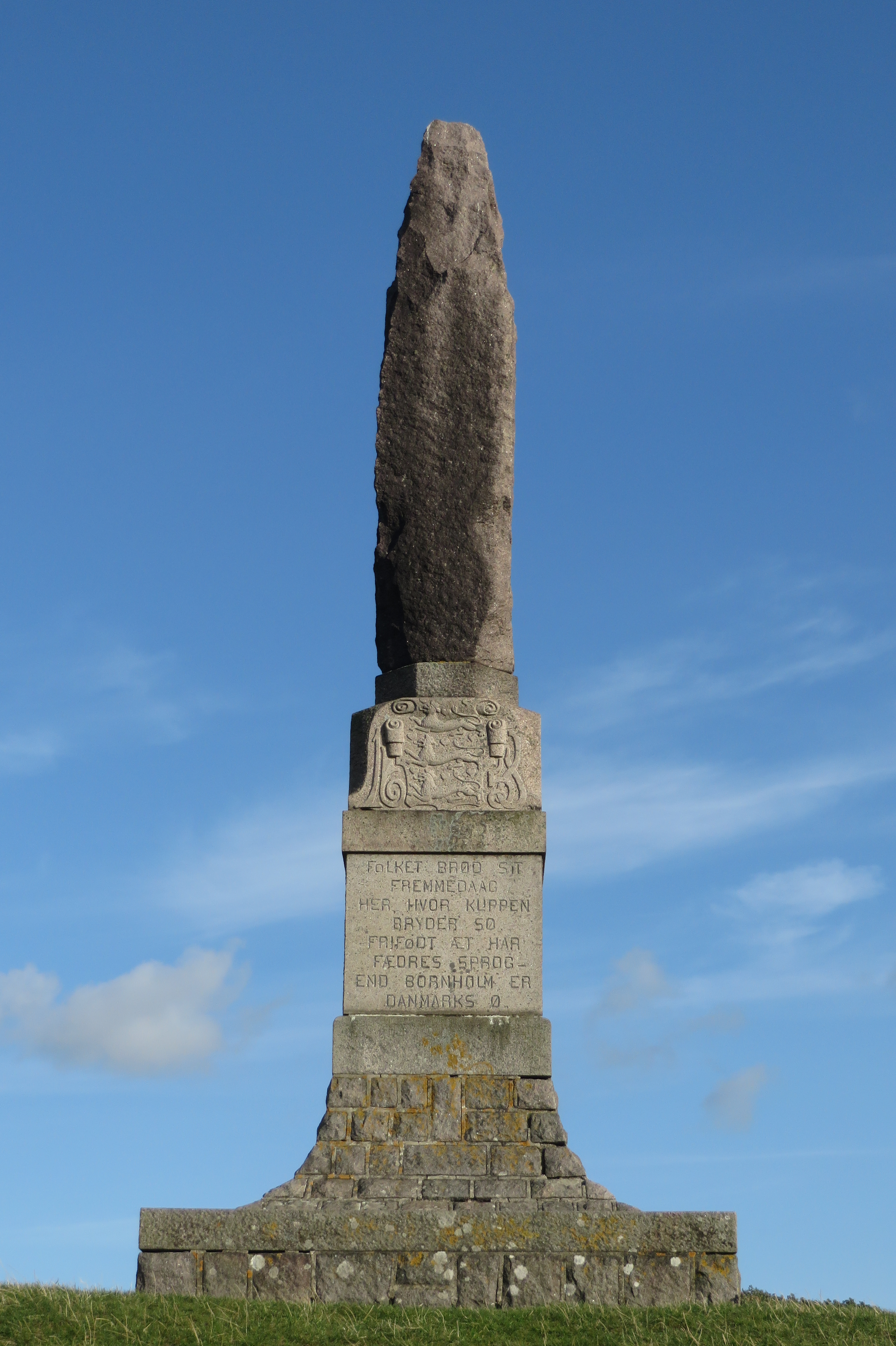
Folket brød sit fremmedaag
Her hvor klippen bryder sø
Frifødt æt har fædres sprog-
End Bornholm er Danmarks Ø

### 27 en 28 december
In de late avond van 27 december ging het Zweedse galjoen Spes ten noorden van Sandvig voor anker. Aan boord waren 63 ruiters en 42 paarden. Ritmeester Gustaf Hart en kapitein Nils Lejonholm gingen direct aan land. Zij werden direct gevangen genomen en naar de pastorie van Poul Ancher in Rødsker geleid. Poul Ancher was met Gumløse en Risom aan het beraadslagen hoe zij deze soldaten konden overmeesteren. De volgende ochtend haalden de Borringholmers de schipper, stuurman en dertig ruiters met boten op. Aan land gekomen op weg naar het kasteel werden de Zweden gevangen genomen en naar Hammershus gebracht. Ook de luitenant liet zich ontschepen, ofschoon hij onraad rook. Daardoor wilden de korporaal en de overige 33 ruiters zich niet in de boten begeven. Jens Kofoed bedreigde de luitenant die daarop het sein veilig gaf, waarna de ruiters alsnog van boord gingen. Alle Zweden werden gevangen genomen zonder dat er een schot gelost werd. De gevangenen werden naar Rønne geleid en in het gevang gezet. Het galjoen met paarden werd naar Rønne gevaren.

## Gevolg: Wederom in Deense handen
Op 29 december 1658 werd Borringholm officieel door de Borringholmers aan koning Frederik III teruggegeven en werden de verzetsstrijders geëerd. Frederik III gebood dat Printzenköld waardig begraven diende te worden in de kerk van Rønne.
In mei 1660 werd de vrede van Kopenhagen getekend. Hiermee werd Borringholm ook op papier aan Denemarken toegekend.
Het lichaam van de Zweedse gouverneur werd op 27 mei 1660 naar de weduwe vervoerd om in Kerk van Sandsjö in Smaaland bijgezet te worden.

## De 22 verzetsstrijders
In Rigsarkivet (Het Rijksarchief) worden 22 mannen genoemd die deelnamen aan de opstand. Het waren kooplui, burgemeesters en een priester, een aantal van hen relatief jong. Zij behoorden tot de top van de Borringholmse gemeenschap. Negentien van hen worden met name genoemd en zijn:

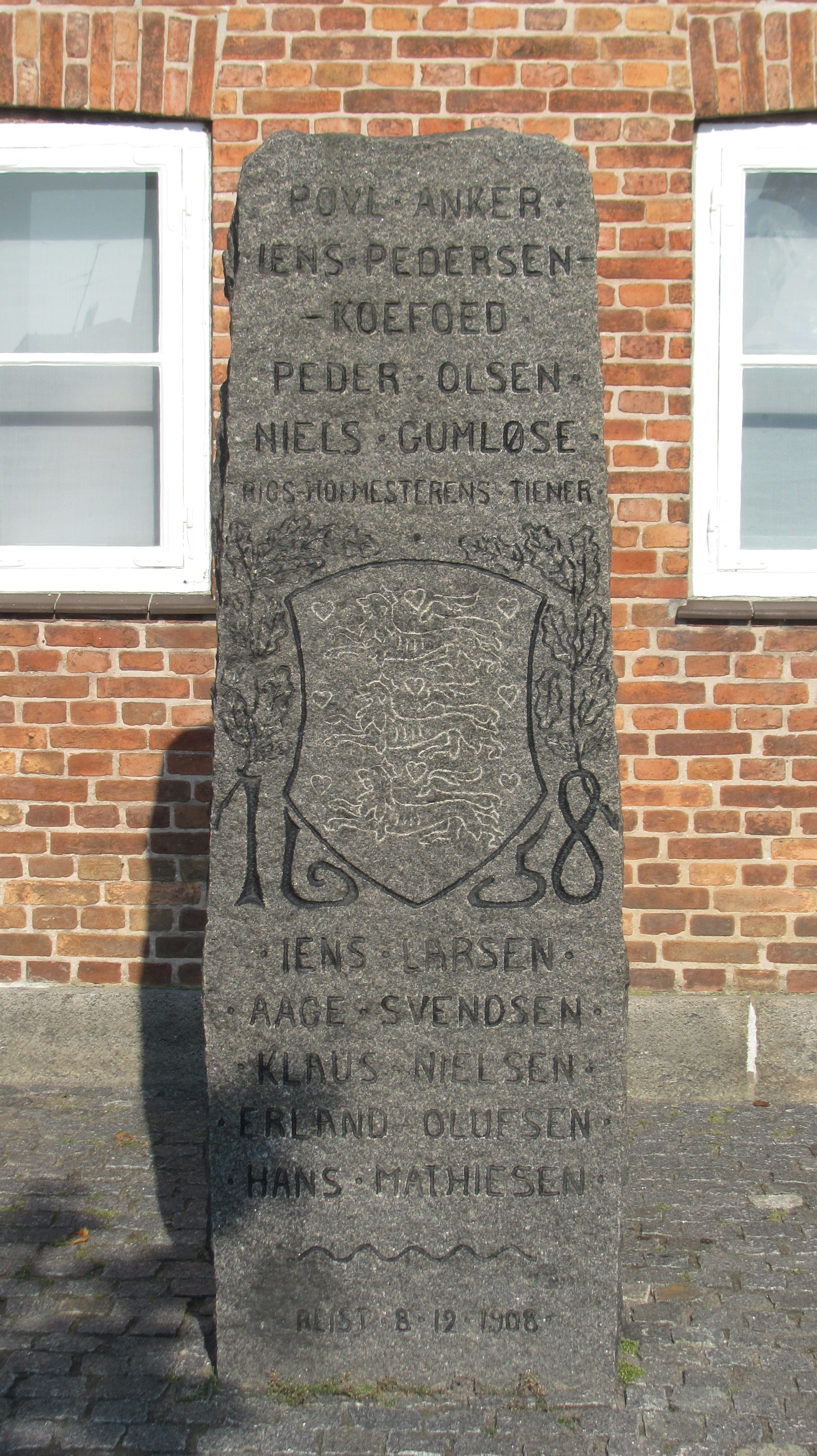
Herdenkingssteen voor de verzetsstrijders uit Hasle

| Verzetsstrijder       | Plaats  | Beschrijving                                                              |
| Poul Hansen Ancher    | Rødsker | Priester voor de parochies Hasle en Rødsker (Rutsker)                     |
| Oluf Andersen         |         |                                                                           |
| Hans Christensen      |         | Douanier, notaris in Vestre- en Nørre Herred                              |
| Villum Kelou Clausen  | Rønne   | Koopman in Rønne Zwager van Jens en Mads Kofoed Schoot Printzensköld dood |
| Niels Nielsen Gumløse | Hasle   | Baljuw                                                                    |
| Peder Olsen Hassel    | Hasle   | Burgemeester van Hasle en leider van de militie van Bornholm              |
| Jens Jensen           |         | Schipper                                                                  |
| Claus Kam             | Rønne   | Burgemeester van Rønne 1658-1661                                          |
| Jens Pedersen Kofoed  |         | Broer van Mads Kofoed zwager van Villum Clausen                           |
| Mads Pedersen Kofoed  |         | Schipper. Broer van Jens Kofoed                                           |
| Hans Lauridsen        |         | Schipper                                                                  |
| Hans Mathiesen        |         | Dienaar van Joachim Gersdorff                                             |
| Morten Mortensen      |         |                                                                           |
| Peder Larsen Møller   | Rønne   | Burgemeester van Rønne                                                    |
| Claus Nielsen         |         |                                                                           |
| Hans Nielsen          |         |                                                                           |
| Claus Kofoed Olsen    |         | Broer van Hans Kofoed Oudere generatie van Jens en Mads                   |
| Hans Kofoed Olsen     |         | Broer van Claus Kofoed Oudere generatie van Jens en Mads                  |
| Erland Olufsen        |         |                                                                           |
| Jens Lauridsen Risom  | Hasle   | Koopman, baljuw tot de Zweden kwamen                                      |
| Aage Svendsen         |         | Korporaal in de Borringholmse militie zwager van Villum Clausen           |
| Anders Stalle         |         |                                                                           |
| Mogens Tidemann       |         |                                                                           |

## Trivia
- In Hasle werd een gedenksteen opgericht, precies 250 jaar na de opstand van 8 en 9 december, met de namen van hen die deel hadden genomen aan de opstand.
- Johan Printzensköld ligt begraven in Norra Sandsjö kirken.
- Op de plaats in Storegade waar Villum Clausen Printzensköld dood schoot ligt een gedenksteen met het jaartal 1658. Hoewel de gehele straat geasfalteerd is, werd er om deze granietsteen heen gewerkt.

## Externe verwijzingen
- (da)  Svenskerne paa Bornholm 1658 Historisk Tidsskrift, Deel 7. 1e serie (1897)